# کوه آروا
کوه آروا (به عربی: جبل عروی) یک کوه در عربستان سعودی است.